# 大河内政良
大河内 政良（おおこうち まさかた）は、江戸時代中期から後期にかけての旗本。通称は十次郎、善十郎。官位は従五位下・肥後守。

## 生涯
旗本・織田信義の八男として誕生した。大河内政義（常陸国真壁郡内で500石を領した旗本）の養子となる。
安永6年（1777年）8月13日、養父・政義の隠居により家督を相続する。天明2年（1782年）1月21日、小姓組に加えられる。以後、小納戸・西丸目付などを勤める。文化8年（1811年）3月24日、山田奉行に就任し、6月1日、従五位下・肥前守に叙任する。文化12年12月15日（1816年）に小普請奉行、文政6年（1823年）4月12日に普請奉行に転じる。
文政11年（1828年）10月15日、田安徳川家の家老に就任する。文政13年（1830年）11月、高齢者のための名誉職であった西丸旗奉行に転じる。
天保5年（1834年）8月2日死去、享年84。平戸藩主松浦静山の著書『甲子夜話』に当時の幕臣長寿者として記載されている。

## 系譜
- 父：織田信義
- 母：不詳
- 養父：大河内政義
- 妻：大河内政義の養女 - 織田信尹の娘
- 生母不明の子女
  - 長男：大河内政成
  - 次男：大河内政直